# Никола Михановић
Никола Михановић (шп. Nicolas Mihanovich; Доли, 21. јануар 1846 — Буенос Ајрес, 24. јун 1929), је био аргентински предузетник уско повезан са развојем аргентинске трговачке морнарице.

## Детињство и младост
Никола Михановић је рођен од оца Петра и мајке Антоније, рођене Сангалети, као један од седморице синова. Његова мајка Антонија била је родом са Ластова. Поред његове четворице браће, Петра, Ивана, Бартуле и Михе, који су свој други дио живота провели и умрли у Аргентини, двојица његове браће, Михо и Мато, умрли су још као малолетници. Имао је и три сестре, Ану, Марију и Јелену.
Николин отац Петар се такође бавио поморством и посједовао је мали бродић „Фортуната“, од чега је издржавао породицу.

## Емиграција у Аргентину
У својим двадесетим, Никола Михановић је напустио село Доли и упутио се ка Латинској Америци. Године 1867. је стигао у Монтевидео, у Уругвају, а потом прешао у Парагвај, да би на крају стигао у Буенос Ајрес.
Кад је дошао у Аргентину, имао је уштеђених око 600 фунти стерлинга, што је у то вријеме била поприлична сума новца. Као син поморца Петра Михановића, он је и сам почео да се бави малим бродским превозом, превозећи барком путнике на обалу са прекоокеанских бродова на реци Плата. Ту је упознао Лигурца Ивана Лаварела, који је био власник неколицине бродова, и који га је ускоро узео за ортака. Након што је Лаварело погинуо, Михановић је наставио да послује, заједно са Ивановим пасторком Алоа Лаварелом. Од 1874. до 1876. Михановић је већ посједовао један пароброд.
Михановић је током времена постао један од најбогатијих и најутицајнијих људи у југословенској дијаспори у Аргентини, али и генерално у Аргентини, као и његов брат Михо Михановић, који је такође имао бродовласничку компанију. Михо Михановић је у Аргентину дошао касније, на позив свог брата.
Његово бродовласничко друштво, тачније паробродско друштво, звало се „Николас Михановић“ (Nicolas Mihanovich). Након више партнерстава и њихових раскида, Михановић је успио остварити монопол на реци Парагвај, док је други велики бродовласник, извјесни Сатурнино Рибес, држао монопол на ријеци Парани. Ускоро је почео откупљивати друге мање фирме, да би већ 1909. имао огромну ријечну флотилу:
| Врста брода                 | Број комада | Укупна тонажа |
| --------------------------- | ----------- | ------------- |
| Путнички пароброд           | 37          | 39.000        |
| Трговачки пароброд          | 21          | 9.223         |
| Моторна лађа                | 8           | 3.455         |
| Реморкер                    | 57          | 4.275         |
| Ланћа на нафту              | 10          | 60            |
| Ланће, груи, ћате и понтони | 156         | 28.960        |
| Укупно                      | 289         | 84.973        |

У години кад се завршио Први свјетски рат, на бродовљу његове трговачке морнарице је радило око 5000 људи, углавном Југословена. Развио је изузетно велику бродарску делатност на рекама Плати, Уругвају и Парани, без иоле опасније конкуренције. Наиме, када је Рибес умро 1897. године, а његови насљедници наставили да воде конкурентску компанију, Михановић је убрзо успио да их побиједи и откупи и њих, заузимајући централну позицију аргентинског бродарства у том региону.
Раднике је запошљавао највише оне који су долазили са подручја Дубровника и Далмације, а његови бродови су имали називе попут „Доли“, „Стон“, „Корчула“, „Задар“, „Далмација“, „Босна“, „Дубровник“ итд.

## Небродарске дјелатности
Године 1905. Михановић је основао неколицину великих банкарских и трговачких компанија, а 1907. оснива велико трговачко друштво „Ла Импортадора Аустро-Хунгара“ (шп. La Importadora Austro-Hungara).
Године 1909, скупа са извјесним италијанским трговцем, влада Аргентине је прихватила његову понуду за изградњу великог пристаништа као најбољу; уговор је био вриједан 30 милиона америчких долара у злату.
Само у Буенос Ајресу, Никола Михановић је посједовао 20 зграда, а куповао је и земљишта у Чилеу и Аргентини. Тако је, на примјер, у провинцији Чако, између река Монте Линдо, Похи и Ингле, Михановић купио чак 800 km² земљишта и дао му име „Колонија Далмација“, на које је планирао населити младе далматинске досељенике у Аргентину. Године 1891. именован је „чланом повјереништва унутрашњег дуга владе Аргентине“, којој је раније позајмио 100.000 талира.

## Други о њему
Крсто Криле га је назвао „краљем ријечне пловидбе од Атлантског океана до средишњег Бразила“. Развој југословенске исељеничке колоније у Буенос Ајресу с њим је уско повезан.
Адам Јерковић је записао: „… Тко не зна за њихову борбу, тко није чуо за њихове напоре, тко није видио њихове жртве и тко не позна и не диви се њихову прву пиониру Николасу Михановићу, нашем драгом садашњем представнику.“
У једном делу писма Миће Мичића, члана Југословенског одбора у Лондону, којим извјештава Анту Трумбића, пише: „О Михановићу је овисно до 85% нашег свијета, много наших трговаца и подузетника; он их финанцира — тако да промјеном држања Михановића, то би овдје био напросто један мали преврат.“ Наиме, говорило се о времену Првог свјетског рата, када су га жељели одвратити од Франца Јозефа I.

## Одликовања
Никола Михановић је био лојалан цару Аустроугарске и одржавао је тијесне политичке контакте са својом домовином Аустроугарском. Зато је именован генералним конзулом Аустроугарске, а 1908. цар Франц Јозеф I га је одликовао Витешким редом Франца Јозефа I. Године 1910. је добио и племство са правом насљедства.
Због пружања разних потпора и помоћи, као и због улагања у развој економије, одликовао га је и руски цар Николај I Романов, одликовањем Св. Станислава са звијездом, и шпански, југословенски и енглески краљ. После Првог свјетског рата, једну велику зграду у Буенос Ајресу Михановић је поклонио за амбасаду Краљевине СХС.

## Занимљивости
Крајем 1920-их, дао је да се изгради двадесетоспратница у Буенос Ајресу, како би са њеног врха могао посматрати своје бродове док упловљавају у Буенос Ајрес. Та зграда, Торе Бенсих, била је у своје вријеме највиша зграда у Буенос Ајресу.